# Щат Велен
Щат Велен (на немски: Stadt Wehlen) е град в Германия, разположен в окръг Саксонска Швейцария - Източен Ерцгебирге, провинция Саксония. Към 31 декември 2011 година населението на града е 1676 души.